# Teknisk Tidskrift
Teknisk Tidskrift est un magazine suédois, spécialisé dans la publication de nouvelles découvertes dans le domaine de la technologie et de l'ingénierie.

## Histoire
Le magazine, nommé Illustrerad Teknisk Tidning entre (décembre 1870 et mars 1872 ), est fondé par le professeur de mécanique Wilhelm Hoffstedt, prédécesseur du magazine Ny Teknik. Il est considéré depuis sa création comme l'une des principales revues spécialisées en Suède pour la publication de nouvelles découvertes dans le domaine de la technologie et de l'ingénierie. Il a été publié séparément jusqu'en 1977, puis en tant que section de Ny Teknik.
La revue a été reprise par l'Association technologique suédoise en 1878, mais Hoffstedt est resté rédacteur en chef de la section consacrée à l'ingénierie mécanique jusqu'à peu de temps avant sa mort en 1907. La revue était divisée en une section générale et des sections spécialisées pour l'ingénierie mécanique, l'ingénierie électrique, la chimie et l'ingénierie minière (correspondant à la métallurgie), la construction navale, l'architecture et l'ingénierie civile. Les départements correspondent aux différents départements membres de la Société suédoise de technologie et ont leur équivalent dans la structure d'enseignement de l'Institut royal de technologie. Le département d'architecture et d'arts décoratifs (1901-1922) est devenu par la suite la revue indépendante Arkitektur. La section générale de Teknisk Tidskrift était publiée une fois par semaine et les sections spécialisées une fois par mois. À l'automne 1967, l'édition hebdomadaire a changé de nom pour devenir Ny Teknik et s'est orientée vers la vulgarisation scientifique.
La maison d'édition de Teknisk Tidskrift devient Ingenjörsförlaget en 1967 et E+T Förlag (Ekonomi & Teknik Förlag AB) en 1990, après la fusion avec Affärsvärldens förlag. En octobre 2005, E+T Förlag est vendue à la société finlandaise Talentum Oy, éditrice du magazine économique Talouselämä.